# Marcel Desprets
Marcel Desprets, né le 19 août 1906 à Saint-Quentin et mort le 12 mars 1973 à Brignoles, est un escrimeur français, ayant pour arme l'épée.
Il est champion du monde d'escrime en 1947 à Lisbonne en épée par équipes.
Desprets est ensuite sacré champion olympique d'escrime en épée par équipes aux Jeux olympiques d'été de 1948 à Londres. Il ne parvient pas à obtenir une médaille dans l'épreuve individuelle.